# کاکی-مروچکی
کاکی-مروچکی (به لهستانی:  Kaki-Mroczki) یک روستا در لهستان است که در گمینا کژنووووگا مأوا واقع شده است.